# سیدعلاءالدین
سیدعلاالدین  از سیاستمداران ایرانی بود، که در دوره نخست بعنوان نماینده دزفول و شوشتر در مجلس شورای ملی حضور داشت.